# Luc Bungeneers
Luc Bungeneers (20 augustus 1954) is een Belgisch bestuurder en politicus voor N-VA. Eerder was hij actief bij CVP en Open Vld

## Levensloop
Bungeneers volgde een opleiding economie. Vervolgens werd hij actief in de banksector. Later ging hij aan de slag als kabinetsmedewerker voor CVP-staatssecretaris Paul Akkermans. Heden is hij bedrijfsconsulent.
Sinds 1983 zetelde hij voor de CVP in de Antwerpse gemeenteraad. Hij stapte in 1992 over naar de VLD op vraag van Guy Verhofstadt, maar kreeg geen uitvoerende functie. Na de gemeenteraadsverkiezingen van 2000 kwam het in de strijd om een schepenzetel tot een duel tussen hem en de eveneens verkozen ondernemer Christian Leysen. Bungeneers haalde het dankzij de steun van de middenstand. Als schepen voor Financiën bouwde Bungeneers de schuldenlast van de stad af, zonder de stadsbelastingen te verhogen. Hij overleefde in 2003 de Visa-affaire in Antwerpen, een zaak van (vermeende) onjuiste en frauduleuze kostenaangiften bij stedelijke politici en stadspersoneel en werd in 2006 opnieuw schepen met als bevoegdheden: financiën, intercommunales, rechtszaken, markten en foren en dierenwelzijn.
De tweede schepentermijn van Bungeneers verliep niet rimpelloos. Na de beslissing van de Vlaamse regering om in het Oosterweeldossier te opteren voor de tunnelvariant, was er onduidelijkheid wie voor de meerkosten moet opdraaien. Het Antwerps schepencollege stemde in met het nieuwe voorstel, maar de Open Vld die op Vlaams niveau oppositie voerde, dwong haar schepenen uit het college te stappen. Ludo Van Campenhout weigerde dat en verliet de partij om als onafhankelijke verder te zetelen. Bungeneers nam aanvankelijk ook ontslag, maar trok dit snel weer in.
In de aanloop naar de gemeenteraadsverkiezingen van 2012 werd Annemie Turtelboom gevraagd als lijsttrekker voor de kieslijst. Vermits voor Bungeneers geen verkiesbare plaats werd voorzien, zag hij af van deelname aan de verkiezingen en wou hij de politiek verlaten. Hij stapte echter in augustus 2012 over naar de N-VA en werd voor de verkiezingen van 2012 lijsttrekker voor het district Merksem en lijstduwer voor de provincie Antwerpen. Na de verkiezingen vormde hij te Merksem een coalitie met sp.a en Groen en werd er districtsvoorzitter. Hij volgde in deze hoedanigheid Gilbert Verstraelen op. In 2018 zette hij deze coalitie verder.